# Élan Club de Mitsoudjé
Élan Club de Mitsoudjé là một câu lạc bộ bóng đá Comoros đến từ Mitsoudjé.

## Thành tích
- Giải bóng đá ngoại hạng Comoros: 4

1994–95, 1995–96, 2003–04, 2010.
- Cúp bóng đá Comoros: 1

2004–05.
- Siêu cúp bóng đá Comoros: 1

2011.

## Thành tích ở các giải đấu CAF
- CAF Champions League: 1 lần tham gia

2011 – Vòng Sơ loại
- CAF Confederation Cup: 1 lần tham gia

2006 – Vòng Sơ loại